# Liste der christlichen Philosophen des Mittelalters
Die Liste der christlichen Philosophen des Mittelalters erfasst mittelalterliche christliche Philosophen.
- Petrus Abaelardus
- Pietro d’Abano
- Thomas von Aquin
- Anselm von Canterbury
- Meister Eckhart
- Thomas von Kempen
- Albertus Magnus
- Wilhelm von Ockham
- Hugo von St. Viktor
- Richard von St. Viktor
- Johannes Duns Scotus
- Thomas von Stitny